# Fischereisteuer
Die Fischereisteuer ist wie die Jagdsteuer eine Kommunalabgabe. Besteuerungsgrundlage ist die Anzahl der Fischereibezirke. Rechtsgrundlagen für diese Steuer bilden die Kommunalabgabengesetze der Bundesländer und die jeweiligen Abgabensatzungen der Gemeinden. Erhoben wird die Fischereisteuer in der Regel von den Landkreisen bzw. kreisfreien Städten, denen die Ertragshoheit zugewiesen ist. Teilweise wird auch die Sportfischerei besteuert.